# Гилгул
Гилгул, а также гильгуль или гильгуль нешамот (ивр. גלגול הנשמות‎, мн. ч. гилгулим, ивр. גלגולים‎), — понятие в каббале и иудаизме — переселение души умершего в живое тело, иногда многократное; реинкарнация; перевоплощение; метемпсихоз.
Описано в книге раввина Ицхака Лурии «Шаар ха-гилгулим» (Врата реинкарнаций), записанной его учеником раввином Хаимом Виталем, где говорится:

На вопрос, для чего происходят кругообороты душ, существует несколько ответов:
- так как нарушил какую-нибудь запретительную заповедь Торы, и теперь спустилась душа исправлять нарушение;
- чтобы дополнить какую-нибудь недостающую для полного исправления души заповедь;
- для помощи другим — показать им путь и помочь в их исправлении;
- взять себе в жёны ту, которую в первом кругообороте никто не взял; но, случается, что, взяв себе жену, совершает какой-нибудь грех. Тогда вынужден сделать ещё один кругооборот, чтобы исправить этот грех. Но нисходит в этот мир уже не один, и хотя его жена не нуждается в этом, возвращают также и её;
- если не смог найти себе жену, но была у него возможность — встретил женщину, и не было среди всех душ в мире кого-нибудь ближе той женщины, то возвращается исправлять свой грех вместе с этой женщиной;
- есть некоторые души, которые могут вырваться из нашего мира, но только без своих жён, а эти женщины смогут подняться только с приходом Машиаха.

— «Шаар ха-гилгулим»